# 横田早紀江

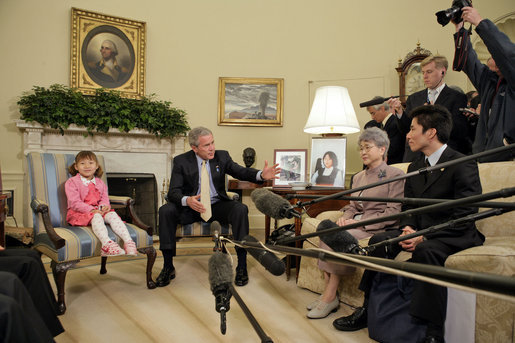
ジョージ・W・ブッシュ大統領 との会談（右から二人目が横田早紀江）

横田 早紀江（よこた さきえ、1936年〈昭和11年〉2月4日 - ）は、北朝鮮による拉致被害者である横田めぐみの母。夫は横田滋。福音派の教会に所属するクリスチャン。

## 経歴

### 娘の失踪まで
京都府京都市生まれ。1963年（昭和38年）に横田滋と結婚し、1964年（昭和39年）10月5日に名古屋市の聖霊病院で長女・めぐみを出産。その後、双子の息子（拓也と哲也）を出産し、横田家は5人家族となる。
1976年（昭和51年）7月23日、日本銀行の行員であった夫の転勤に伴い、広島から新潟市に一家5人で転居する。1977年（昭和52年）4月、めぐみが新潟市立寄居中学校に入学し、バドミントン部に所属する。
1977年（昭和52年）11月15日、めぐみが寄居中学校からバドミントン部の練習終了後の下校途中に失踪する。同日午後9時50分、新潟県警察に捜索願を提出し、捜索を開始する。同年11月22日、公開捜査に踏み切り、『新潟日報』や『毎日新聞』で報道される。一年間で延べ3000人の捜査員を動員して捜査をするが、行方の手がかりがつかめなかった。
その年から夫とともに、めぐみの捜索活動をはじめる。
生死もわからず、何の手がかりもないなかで、早紀江は、新聞の群衆写真や雑誌のグラビアなどに、めぐみと似た女性が写っていると、新聞社に問い合わせしたり、写真の女性がいる場所を訪ねたりさえするほど、各地を必死に探しまわった。

### クリスチャンになる
近所に住んでいたアメリカ人のマクダニエル宣教師が失踪事件のビラを作り、新潟港で配っていた。1978年（昭和53年）2月頃、娘の行方不明で悲しみの中にあるときに、友人にヨブ記を読むように勧められる。ヨブ記に感銘を受けて、聖書を読むようになる。そして、マクダニエル宣教師宅で行われていた「聖書を読む会」に出席するようになり、五十嵐キリスト教会の礼拝に出席するようになる。後に、マクダニエル宣教師の影響を受けてキリスト教に入信する。
1980年（昭和55年）1月7日から1月9日に、産経新聞社会部の阿部雅美記者が日本海沿岸を中心に起きた、地村保志、浜本富貴恵、市川修一、増元るみ子らの蒸発事件には、外国の情報機関が関与している疑いが強いと書いた新聞記事を横田夫妻が読み、産経新聞新潟支局の支局長に面会し、娘の失踪事件との関連性を尋ねたが、関係性は否定された。
1983年（昭和58年）6月に東京都へ転居。1984年（昭和59年）に日本同盟基督教団『五十嵐キリスト教会』でTEAMのマクダニエル宣教師より洗礼を受け、娘のために祈り続ける。その後、前橋市に転勤して、1993年（平成5年）の夫の定年退職後は、一家で川崎市に定住して、日本福音キリスト教会連合の教会に所属。

### 拉致の情報
1996年（平成8年）10月号で石高健次の書いた記事が「現代コリア」に掲載された。このことが発端になり、1997年（平成9年）2月号の「アエラ」「産経新聞」などで取り上げられた。この記事を高世仁が安明進に確認し、めぐみが拉致にあったことが判明する。
横田夫妻の元に参議院議員橋本敦の秘書兵本達吉を通じて、1997年（平成9年）1月21日に長女・めぐみが北朝鮮に拉致されているという情報が伝わり、横田滋が議員会館で詳しい情報を聞いた。そのころ、早紀江は何も知らないまま、千葉におけるキリスト教の集会で、「せめて娘がどこにいるのかだけでも教えてください」と、仲間とともに祈っていた。帰宅後、滋から今日入った情報について聞かされ驚くとともに、「生きていたのね、めぐみちゃん」と、失踪から19年目にして初めて希望を見出す。この日の情報をもとに、「めぐみさんを救う会」が結成される。その後全国23箇所で「救う会」が結成される。
1997年（平成9年）3月14日、ソウルに行き元北朝鮮工作員の安明進にめぐみの消息を聞く。このとき、横田夫妻が持参した多くの写真のうち、拉致の約1ヵ月前に新潟空港で滋が撮っためぐみの写真を見て、安明進はこの写真が自分が北朝鮮で見た女性と一番よく似ていると証言した。新潟を訪ねてきた滋の父親が北海道に帰るのを一家で見送るために、新潟空港に行ったときの写真だ。このときの写真が、拉致前、めぐみが日本国内で撮られた最後の写真でもある。初めて髪を短くした直後でもあり、この写真の顔が早紀江にとっては、その後探し求め続ける娘めぐみの面影となった。韓国から帰国後の3月25日に「北朝鮮による拉致被害者家族連絡会」が結成される。
2000年（平成12年）5月、いのちのことば社のチャペルが提供され、東京で毎月行われる「横田早紀江さんを囲む祈り会」が開始される。十数名からはじまった祈祷会であるが、チャペルは満員になった。2001年11月アムネスティ・インターナショナルのインターナショナル・ジャスティス・ミッションにゲストとして招かれる。

### 日朝首脳会談以降
2002年（平成14年）9月17日、日朝首脳会談が平壌で行われた。その時、梅本和義駐英公使がめぐみの娘とされているキム・ヘギョンに面会した。北朝鮮政府が拉致の事実を認めて謝罪して、拉致被害者の安否の情報を日本政府に伝えた。
その際、外務省の飯倉公館に集められ、福田康夫官房長官（当時）と植竹繁雄外務副大臣（当時）より、めぐみが死亡しているという北朝鮮の情報を宣告される。また、めぐみが結婚して、娘のキム・ヘギョンを生んだと伝えられる。ここからマスコミの冷たい反応が変わったといわれる。
9月18日、横田夫妻と息子達および蓮池家が梅本和義駐英公使から説明を受けるために、外務省に出向いた。そして、政府がめぐみの「死亡情報」について何の裏付け作業もしていないことを伝えた。
10月2日、政府調査団による現地調査報告書を受ける。政府調査団が持ち帰ったキム・ヘギョンの血液と横田夫妻の血液とめぐみのへその緒をDNA鑑定した結果、10月24日にめぐみとキム・ヘギョンの血縁関係が証明された。
2004年（平成16年）5月22日、再訪朝した小泉純一郎首相に北朝鮮は「死亡とした拉致被害者たちについて再調査する」と約束。その結果、11月に平壌で行なわれた日朝実務者協議で、めぐみの夫だったという男性が“横田めぐみの遺骨”を提出したが、それは約1カ月後、日本側のDNA鑑定により偽物だと判明した。
2006年（平成18年）4月28日、ジョージ・W・ブッシュアメリカ合衆国大統領と会談。
横田めぐみの死亡説を否定して、夫と共に娘を含めた拉致被害者の奪還ための活動を続けていた。
2020年（令和2年）6月5日、夫の滋が老衰のため死去。
ブルーリボン祈り会は、全国各地、香港、米国、欧州でもなされ、2008年の時点で、500人以上の参加者がいる。

## 出演
ドキュメンタリー映画
- めぐみ 引き裂かれた家族の30年（2006年、ギャガ）

## 登場作品
映画
- めぐみへの誓い（2020年、アティカス） - 演：石村とも子

テレビドラマ
- 北朝鮮拉致・めぐみ、お母さんがきっと助けてあげる（2003年、テレビ東京） - 演：竹下景子
- 再会〜横田めぐみさんの願い〜（2006年、日本テレビ） - 演：原日出子

webアニメ
- めぐみ（2008年） - 声：深見梨加

舞台
- 拉致問題啓発舞台劇「めぐみへの誓い―奪還―」（2014年〜） - 演：石村とも子